# Настінниця розлога
Настінниця розлога (Parietaria judaica L.) — вид квіткових рослин родини кропивові (Urticaceae).

## Назва
Назву отримала через свою здатність рости на стінах церков, монастирів, руїнах замків.

## Опис
Багаторічна трав'яниста рослина, деревна тільки при основі, досягає висот зростання від 10 до 50 сантиметрів. Має рожеве або червоне волохате стебло, ромбовиде зелене листя з гладкими краями. Черешок листка завдовжки від 0,3 до 2 сантиметрів, волохатий. Листова пластина від волохатої до голої 1-3 (4) × 0,5-2,0 (-2.5) см. Квіти маленькі, 3 мм в поперечнику, білі або рожеві, прикріплені до стебла. Плоди чорно-коричневі, блискучі сім'янки, 1,5-2 мм завдовжки.

## Поширення, екологія
Країни поширення: Африка: Алжир, Єгипет, Лівія, Марокко, Туніс. Азія: Ємен, Афганістан, Кіпр, Іран, Ірак, Ізраїль, Йорданія, Ліван, Сирія, Туреччина, Киргизстан, Таджикистан, Туркменістан, Узбекистан, Індії [пн.], Непал, Пакистан. Кавказ: Вірменія, Азербайджан, Грузія. Європа: Ірландія, Бельгія, Німеччина, Нідерланди, Україна [вкл. Крим], Албанія, Боснія і Герцеговина, Болгарія, Хорватія, Греція [вкл. Крит], Італія [вкл. Сицилія], Македонія, Румунія, Словенія, Франція [вкл. Корсика], Португалія [вкл. Мадейра], Гібралтар, Іспанія [вкл. Канарські острови]. Натуралізація: Північна Америка.

## Практичне використання
Використовується в народній медицині.

## Галерея

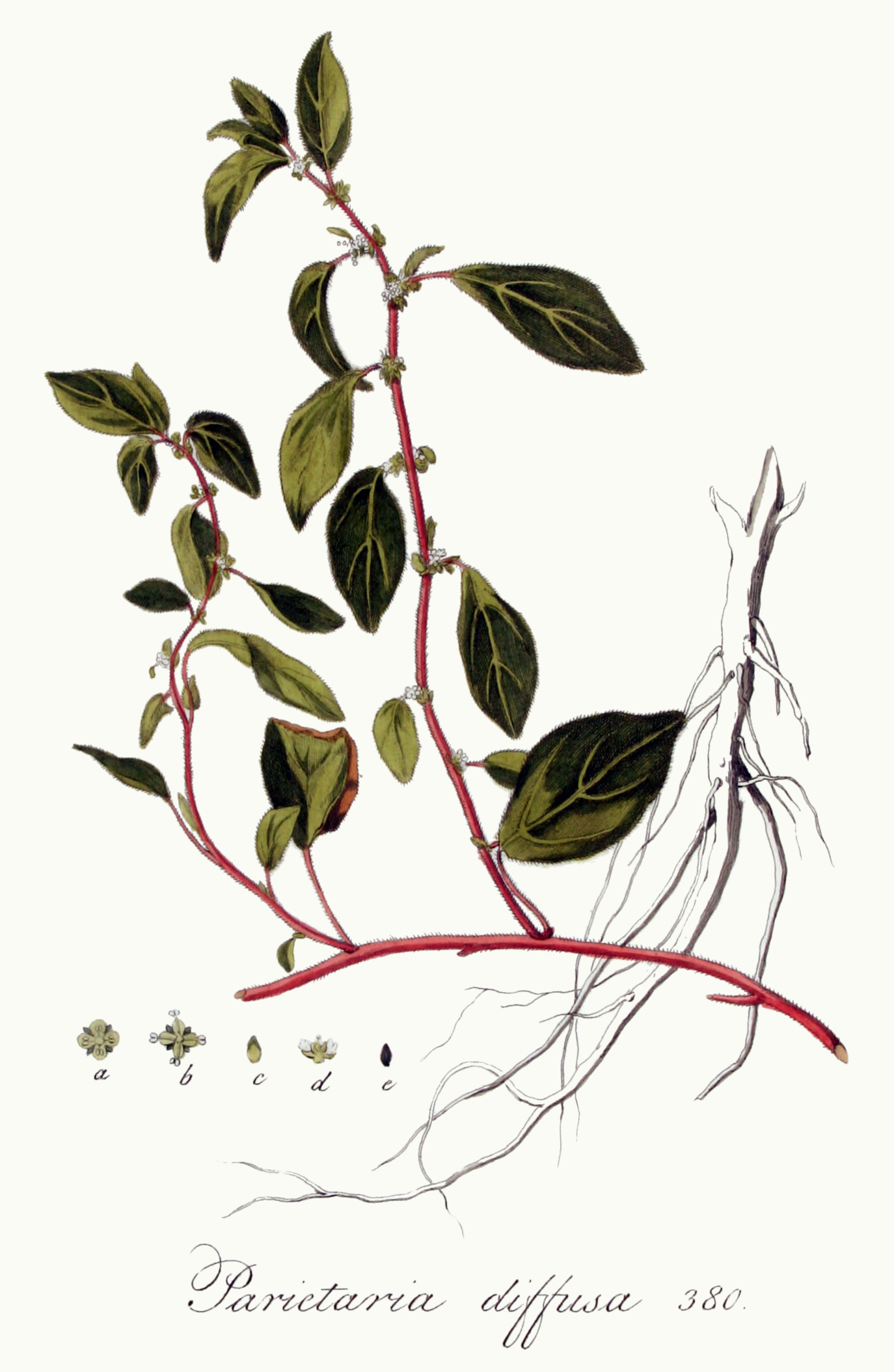
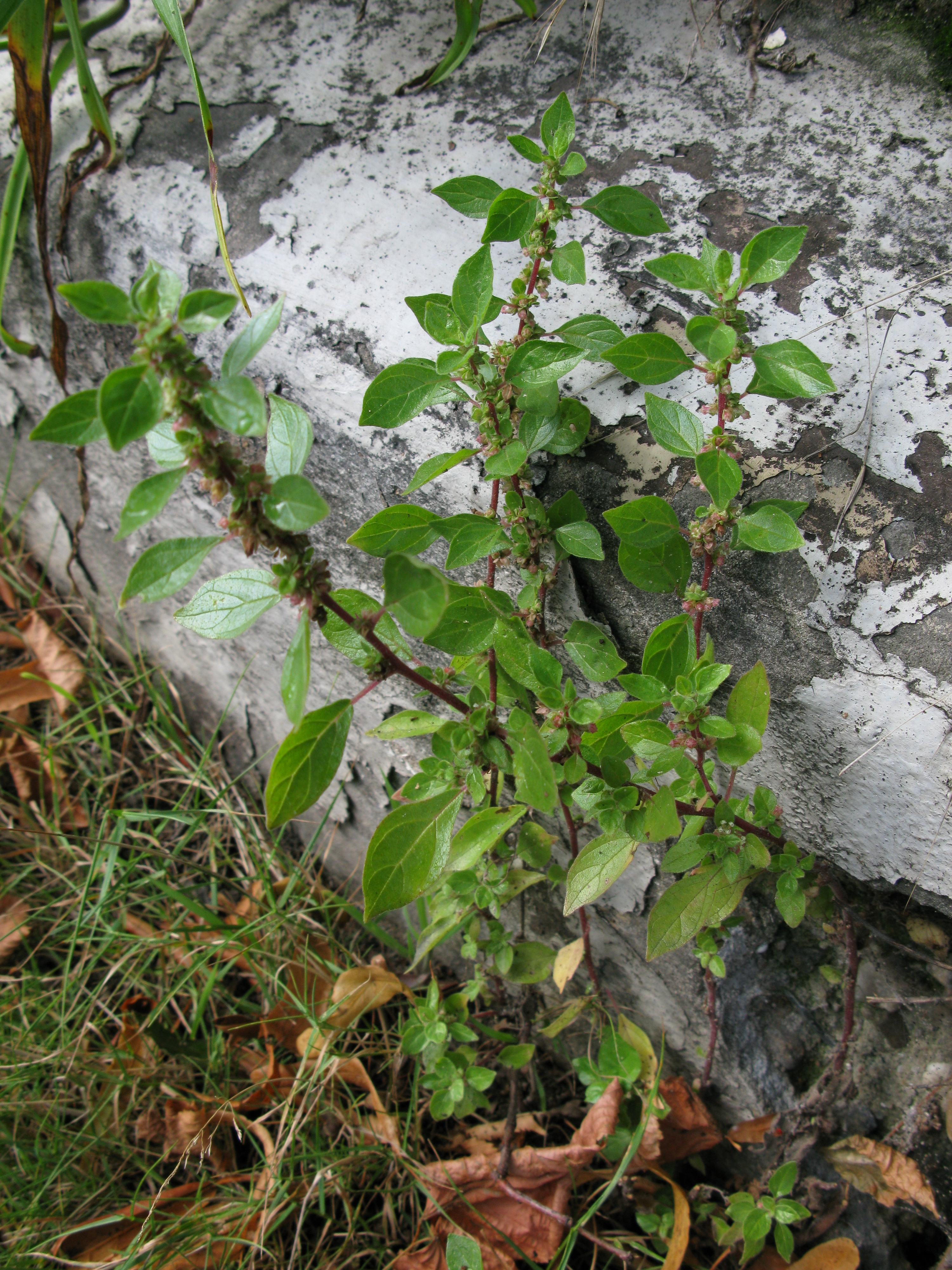
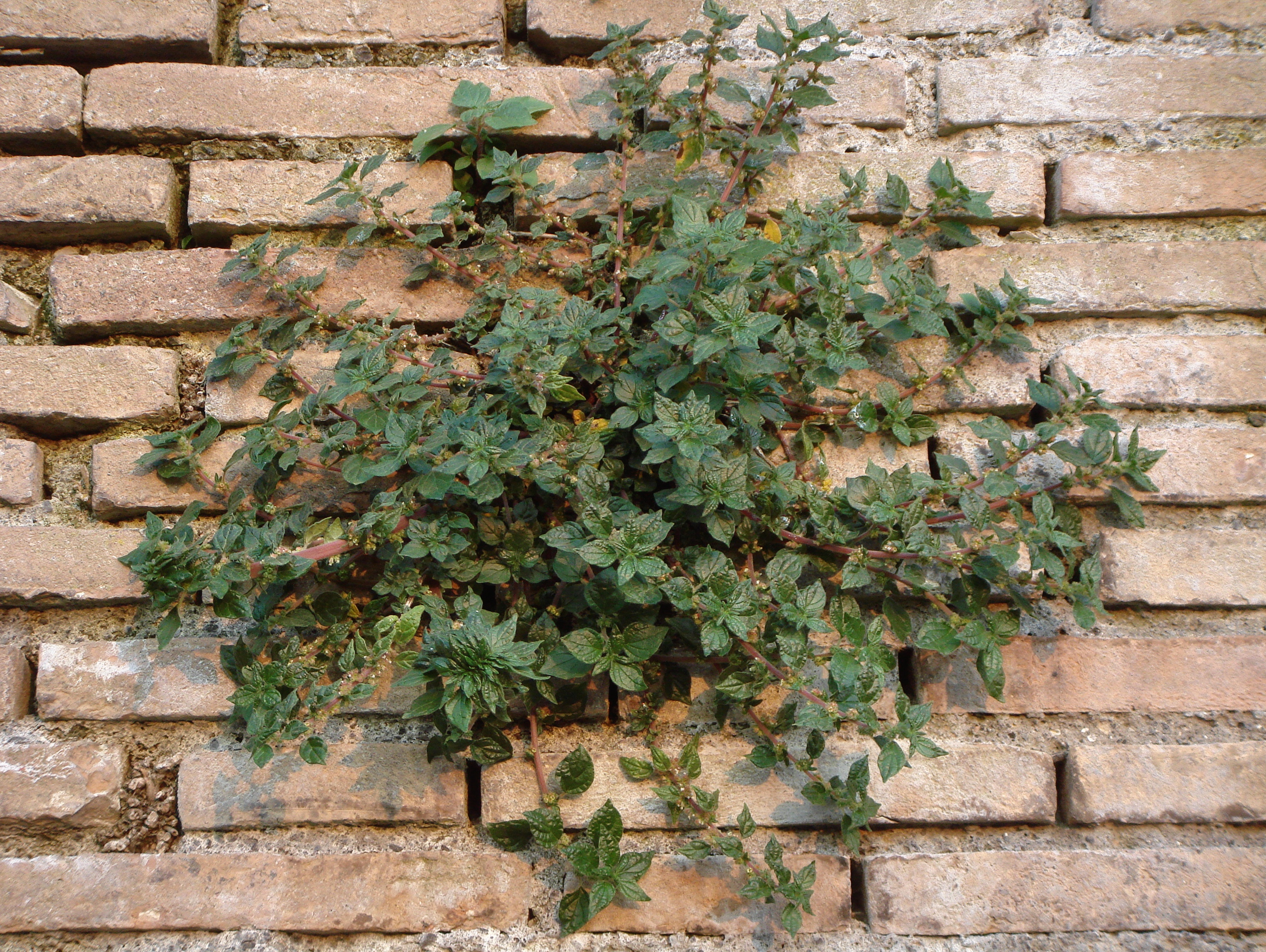
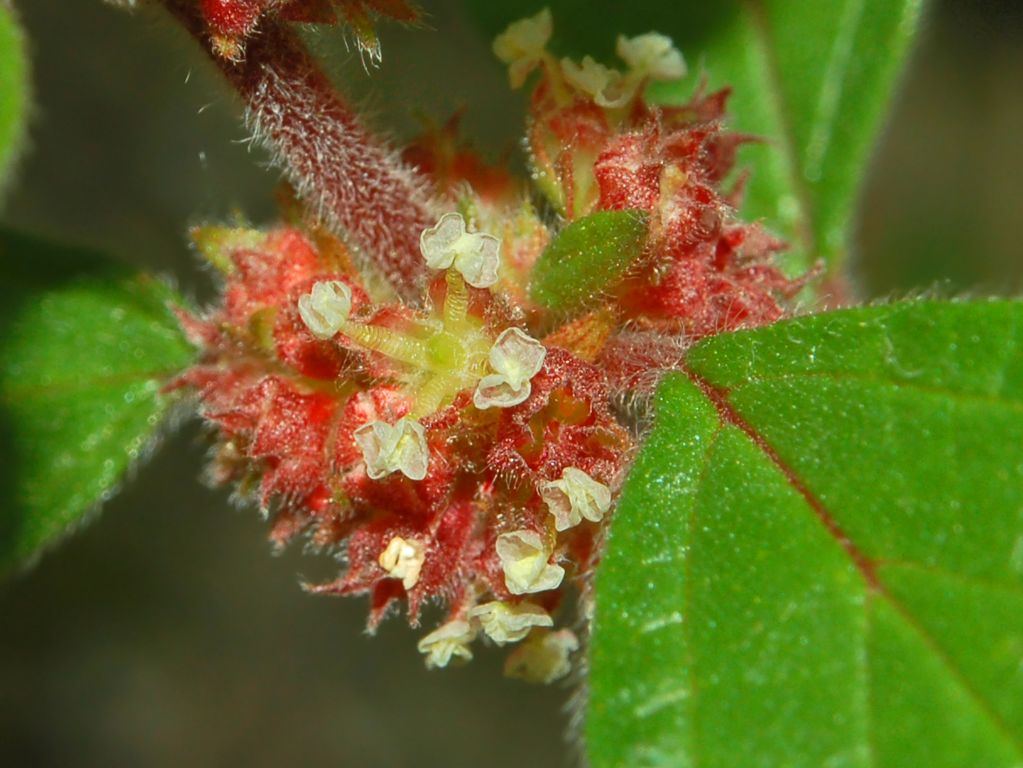